# Écogramme
 (mars 2023).

Exemple d'écogramme.

Un écogramme est un diagramme représentant les plages d'acidité et d'humidité du sol acceptées par une plante.

## Description
Sur l'axe vertical, il présente les différents niveaux d'humidité possibles, numérotés de 6 à -4, ou utilisant les lettres :
- 6 / XX : Xérique
- 3 à 5 / X : Sec
- 1 à 2 / m : Mésique
- -1 à 0 / f : Frais
- -3 à -2 / h ou hh : Humide
- -4 / H : Marécageux

Sur l'axe horizontal, il présente les différents niveaux d'acidité possibles, numérotés de 3 à -2, ou utilisant les lettres :
- 3 / AA : Hyperoligotrophe
- 2 / A : Oligotrophe
- 1 / aa : Mésooligotrophe
- 0 / a : Mésotrophe
- -1 / n : Eutrophe
- -2 / b : Calcique

Les domaines acceptables par la plante sont représentés par des cases colorées du tableau, parfois avec différents tons représentant l'optimum et les différents niveaux de tolérance de la plante.